# Catedral de San Pablo de la Cruz (Ruse)
La Catedral de San Pablo de la Cruz (en búlgaro: Катедрален храм „Свети Павел от Кръста“) es una catedral católica en la ciudad de Ruse, en el noreste de Bulgaria. Es la iglesia catedral de la diócesis de Nikópol y está dedicada a San Pablo de la Cruz, fundador de los Pasionistas .
Construida en 1890 bajo el diseño del arquitecto italiano Valentino, la catedral es un raro ejemplo de la arquitectura gótica del renacimiento (y gótica en ladrillo, en particular) en ese país. El interior está decorado con esculturas y vidrieras.
El órgano de tubos de la catedral fue instalado en 1907. Es el único de su tipo (con acción neumática y con un sonido romántico) en el sureste de Europa, y fue producido por la compañía Voit de Karlsruhe. El instrumento fue dañado por el terremoto de 1977 Bucarest y fue completamente restaurado en el año 2004.

## Galería de imágenes

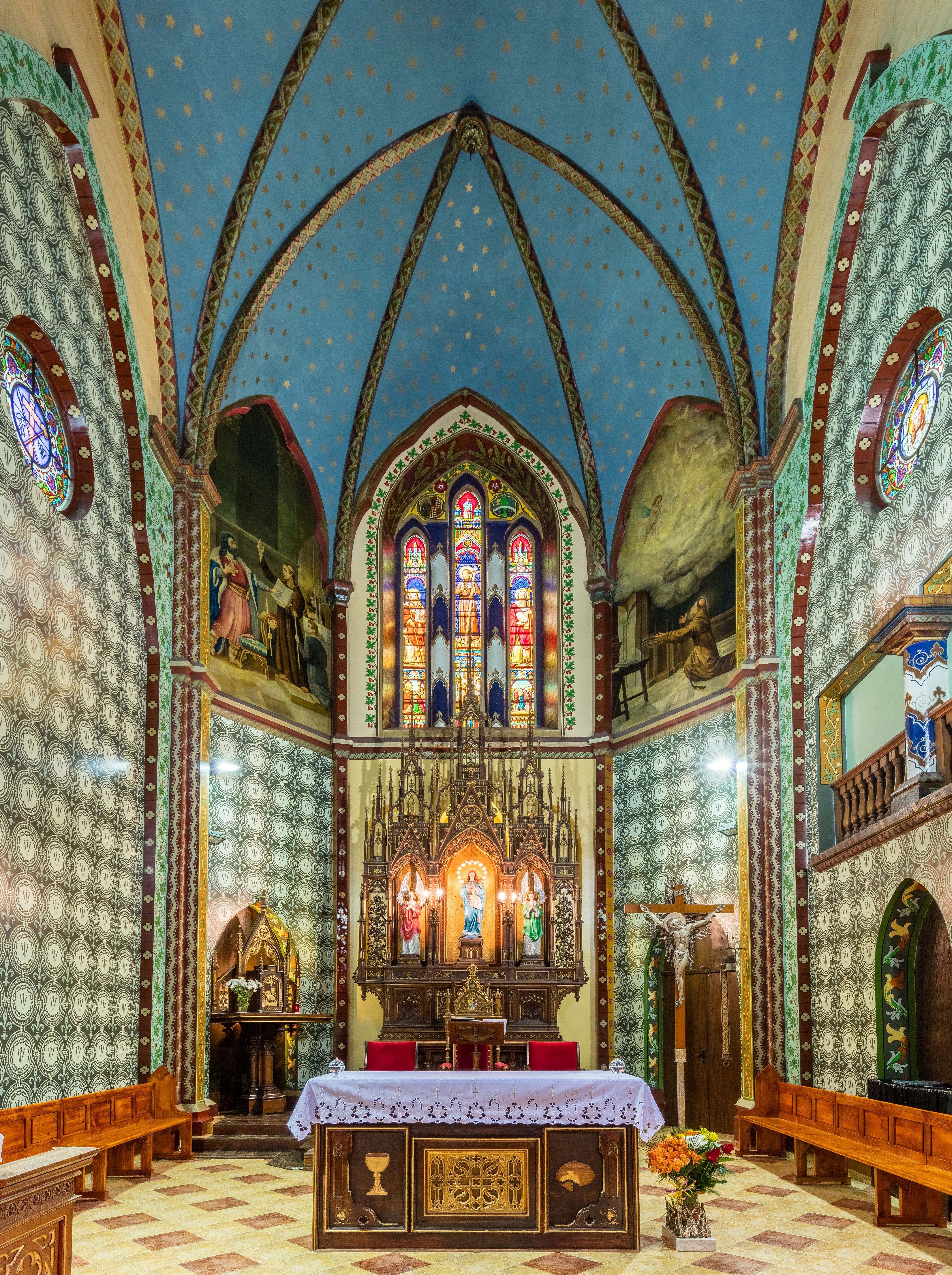
Altar.
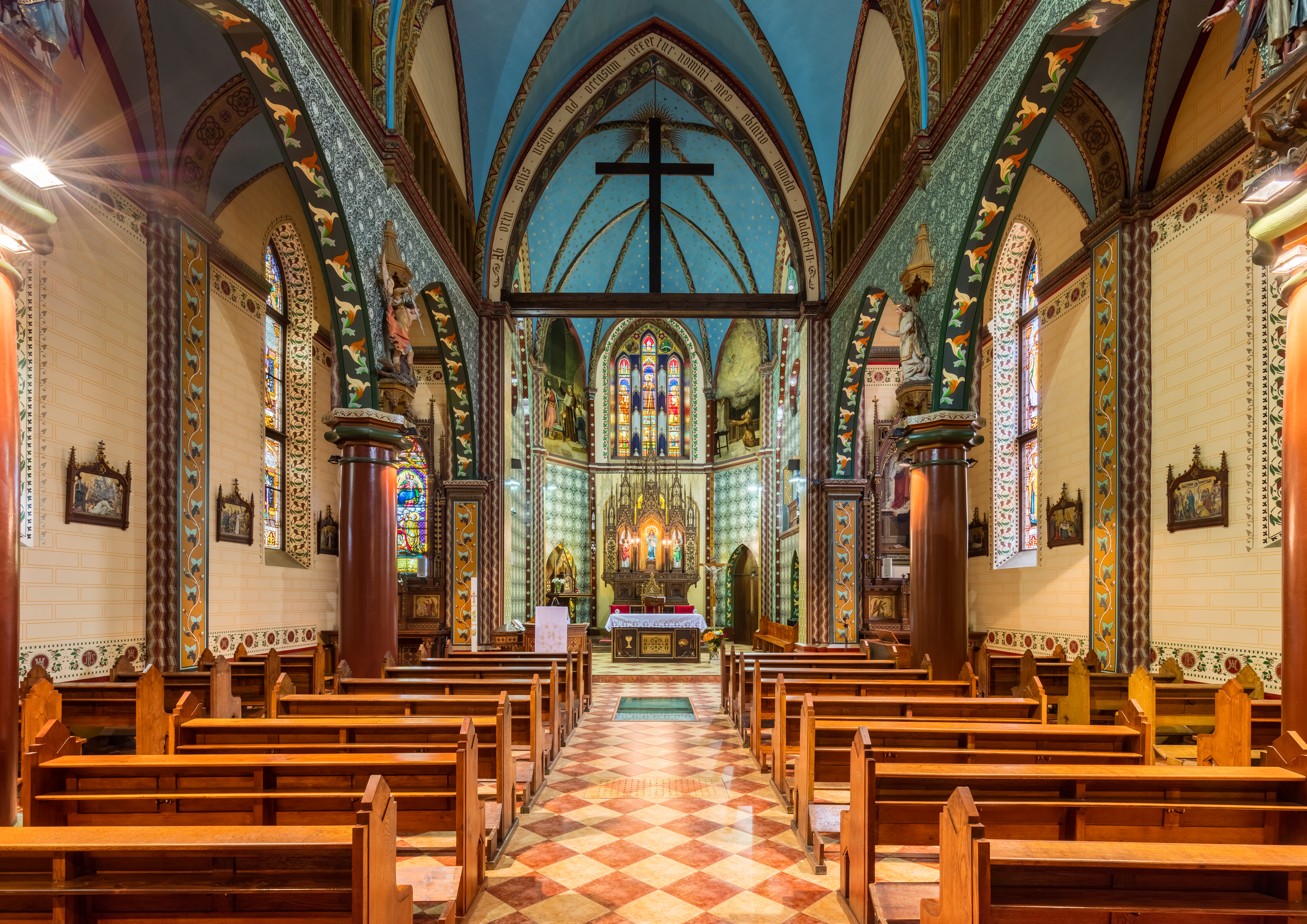
Nave del templo.